# 李松益
李松益（1993年1月27日—），是一名中国足球运动员，现效力中国足球超级联赛球队河南队，司职后卫。

## 俱乐部生涯
李松益自幼加入鲁能泰山足球学校，2011年随山东鲁能泰山梯队以山东青年的名义参加2011年中国足球乙级联赛。他在2011赛季中出场14次，并在7月27日主场3比1击败西安老城根的比赛中射进足球生涯的首个联赛进球。2012年，李松益被新任主教练亨克·滕卡特提升到山东鲁能泰山征战2012年中国足球超级联赛的预备队名单。6月23日，他在山东鲁能主场3比1击败上海申鑫的比赛第86分钟替补王刚出场，第一次在中超联赛亮相。

## 国家队生涯
2010年12月，李松益第一次入选由宿茂臻挂帅的中国国青队集训名单。2011年，他先后跟随国青队参加俄罗斯格兰纳钦青年足球邀请赛、法国土伦杯和潍坊杯等足球邀请赛，并入选国青队参加当年10月底至11月初进行的2012年亞足聯U19青年錦標賽資格賽名单。在中国国青队参加的四场资格赛中，李松益以主力的身份出场3次，帮助国青队以2胜1平1负的成绩晋级正选赛。但在最后一场0比3不敌澳大利亚U20的比赛中，他因累积两张黄牌而被罚下。

## 荣誉

### 山东鲁能泰山
- 中国足协杯：2014
- 中国足球协会超级杯：2015